# Стара Метча
Стара Метча (біл. вёска Старая Мётча) — село в складі Борисовського району Мінської області, Білорусь. Село належало Метченській сільській раді, розташоване в східній частині області.